# 松本竜助
松本 竜助（まつもと りゅうすけ、1956年〈昭和31年〉4月6日 - 2006年〈平成18年〉4月1日）は、日本のお笑い芸人。本名、松本 稔（まつもと みのる）。徳島県生まれ。大阪市立都島工業高等学校卒業。

## 経歴・生涯

### 芸人修行
大阪市立東都島小学校、大阪市立桜宮中学校、大阪市立都島工業高等学校を卒業後、大手食品会社の味の素ゼネラルフーヅ（味の素グループ）に就職しサラリーマンとなったものの早々と退職、京都花月の舞台裏方として芸人修行に入る。

### 紳助・竜介時代
1977年、松本竜介の名前で島田紳助と共に漫才コンビ「紳助・竜介」を結成。紳助が明石家さんまと組もうとして断られ紹介されたのが竜介である（ただし、紳助著『自己プロデュース力』にはさんまに断られたという記述はない。しかし、紳助はバラエティ番組笑いの教科書ではさんまに断られたエピソードを語っている。）。「松本竜介」は、西川のりおが命名した芸名である。結成当初、紳助を「この男なら漫才をやりたい。どこまでそう思えるか。それが大事や。」と語っている。
漫才ブームの波に乗り、吉本興業の看板芸人の一員として一世を風靡する。駆け出しの頃から女遊びが激しく、当時関係を持った女性は300人を軽く超えるといわれた。1980年、結婚を発表している。1983年には芸名を松本竜助へ改名する。しかし、人気絶頂期の1985年に紳助の意向でコンビは解散となった。解散後の1987年には、青芝金太・紋太で活躍していた青芝紋太と共に「竜助・モンタ」を結成するも1年程で解散となり、同時期に吉本興業を退所した。
『オレたちひょうきん族』では相方のボケに頷く芸風の「B&B」の島田洋八と「ツービート」のビートきよしと共に「うなずきトリオ」としても活動し、大瀧詠一作詞作曲のシングル『うなずきマーチ』がヒットした。

### 実業家への転身と自己破産
その後、竜助は映像制作会社を起業してタレント活動も続けるが1996年頃より吉本と疎遠になり、1998年には喫茶店・アダルトビデオ製作などの副業失敗で1億3000万円の借金を抱え自己破産を申し立てた。自己破産を理由に吉本からはほぼ絶縁状態となった。

### 菊水丸への入門・破門
自己破産後、竜助は後輩である河内家菊水丸に弟子入りして河内家ピンポン丸（高校時代卓球部に在籍していたことが命名の理由）の名で芸能界復帰を図るが、トチリ（無断欠勤）を続けた結果、破門され、その後は『借王』などの映画に端役で出演したもののほどなくして芸能活動も休止状態となった。

### 芸能活動休止後
晩年は名古屋の風俗レポーター、大阪ミナミの風俗案内所長などの職を転々とし、大阪の歓楽街で話題になっていた。

### 急死・最期の別れ
2006年3月22日、竜助は案内所で勤務中に脳幹出血で倒れ、同年4月1日に死去。49歳没。50歳の誕生日を迎える5日前であった。竜助の最後の言葉は、倒れる前に従業員に言った「頭が痛い。救急車を呼んで欲しい」であった。風俗案内所での仕事はほとんど休みがなく、その多忙ぶりが脳内出血の遠因と言われていた。
奇しくも、死去当日は竜助の相方でもある紳助が当時司会を務めていたオールスター感謝祭の生放送の日であり、紳助は「舞台を10回やったら僕は8回手を抜くのに、竜助は10回とも一生懸命やっていた」「戦友だった」「彼（竜助）がいたからここまでやれた」等と感謝の意を述べた。倒れた翌日に見舞いに行った際は、竜助の手を握ったまま涙を流したという。
竜助の通夜には、そのような場には滅多に参列しなかった明石家さんまが参列していた。その2日後の4月3日、大阪市北区長柄西の大阪北玉泉院で行われた竜助の葬儀・告別式には竜助がかつて所属していた吉本興業の関係者や所属芸人、ファンなど約500人が弔問に訪れた（紳助はスケジュールの都合もあり参列しなかった）。弔辞をB&Bの島田洋七が読み上げ、出棺の際、西川のりおが「竜助! これがお前の最後の舞台やぞ! お前のためにいっぱい来てはるで!」と絶叫しながら泣き崩れた。霊柩車のクラクションが鳴った際、竜助が眠る棺を担いだ西川きよし、B&B（島田洋七・島田洋八）、ぼんちおさむ（ザ・ぼんち）、のりお・よしお（西川のりお・上方よしお）、オール巨人（オール阪神・巨人）、大平サブローが霊柩車の前に整列して「竜助ぇ!」と見送り、のりおが「竜助ーっ!!」と22回絶叫した。竜助が眠る棺は、大阪市立北斎場で荼毘に付された。

### 一周忌
竜助の一周忌にあたる2007年4月1日、「緊急特番 今日は松本竜介の一周忌やねん!」というタイトルの番組がフジテレビで放送された。内容は生い立ち・漫才師として活動していた時代・「オレたちひょうきん族」で脚光を浴びていた頃をVTRで振り返る物だった。

### 評価
東西を問わず笑い芸を直に注視し続け、放送作家として関わったこともある作家の小林信彦も成功した漫才コンビは漫才人間と役者人間の組み合わせが多いとの持論を持ち、竜助のことを役者人間タイプであるとして『ガキ帝国』での演技を称賛している。同時に、紳助はhimselfが常に先行する漫才人間であり俳優向きではないとも記している。

## 出演
※コンビでの出演作は島田紳助・松本竜介の項を参照のこと。

### テレビドラマ
- 水曜ドラマスペシャル「紙の灰皿」（1986年3月5日、TBS）
- 木曜ゴールデンドラマ「父娘ゲーム」（1987年8月27日、読売テレビ）
- 12時間超ワイドドラマ「大忠臣蔵」（1989年1月2日、テレビ東京） - 三村次郎左衛門 役
- 土曜ワイド劇場「京都殺人案内15」（1989年3月11日、テレビ朝日） - 片山哲夫 役
- 付き馬屋おえん事件帳 第1話、第8話（1990年、テレビ東京 / 松竹）

### バラエティ
- 「ものまねバトル」（2005年10月3日、日本テレビ系）生前最後のテレビ出演[4]
  - うなずきトリオとして、ビートきよし、島田洋八らと共に出演。
- 竜's club ポケットビリヤード（1990年頃、岐阜放送）

### 映画
- ガキ帝国（1981年、ATG） - チャボ 役
- 二代目はクリスチャン（1985年、東宝） - 次郎 役
- 借王〈シャッキング〉-THE MOVIE-沖縄大作戦（1999年）- たこ焼き屋の大将 役
- Go!（2001年、日活） - 大阪のヤクザ 役

### オリジナルビデオ
- 難波金融伝・ミナミの帝王劇場版６偽装結婚(1994年)

- キタの帝王 闇の法廷伝説（1996年）
- キタの帝王 闇の咆哮（1997年）
- SM借金地獄（2005年）

## 著作
- ヘンタイ光線銃発射!―ウシロからマエから（1983年1月、日刊ゲンダイBook ）
- ぼくはこうして破産した―首が回らなくなるまでの全軌跡（1998年9月1日、ベストセラーズ）
- うそどりの「志」（1999年4月1日、愛育社）
- HOW TO 竜助 一語一会〜人生ってすばらしい（2006年、エンタイトル出版）

## 関連人物
- 島田紳助（元相方）
- B&B
  - 島田洋七
  - 島田洋八
- ツービート
  - ビートたけし
  - ビートきよし
- 明石家さんま
- オール阪神・巨人
- 西川のりお・上方よしお
  - 西川のりお
  - 上方よしお
- ザ・ぼんち
  - ぼんちおさむ
  - 里見まさと
- 太平サブロー・シロー
  - 大平サブロー
  - 大平シロー
- 河内家菊水丸
- 紳助バンド
- 藤沢まりの-映像作品『竜介のヨーイスタート』で共演。